# Matthew Williamson
Matthew Williamson (Chorlton, 23 ottobre 1971) è uno stilista inglese.

## Carriera
Apertamente omosessuale, Matthew Williamson ha studiato a Manchester dove ha vissuto fino all'età di 18 anni, per poi trasferirsi a Londra per frequentare la Central Saint Martins College of Art and Design, dove si è laureato nel 1994.
Subito dopo la laurea comincia la propria carriera nel mondo della moda, lavorando per Marni, Monsoon e Georgina von Ertzdorf Dopo appena due anni fonda il suo brand Electric Angels, che debutta durante la settimana della moda di Milano nel 1997.
La moda di Williamson, caratterizzata da una pronunciata femminilità ed ispirata all'oriente cattura immediatamente l'attenzione dei media internazionali. Sua "musa ispiratrice" è la modella e stilista Jade Jagger. Dal 2005 affianca alle collezioni moda, una linea di profumi.
Nel 2006 Williamson diventa direttore creativo di Pucci e dal 2009 ha iniziato una collaborazione con le aziende Linda Farrow e la svedese H&M.
Nel 2007, una sfilata di Williamson è stata utilizzata nel video di Chelsea Rodgers, brano di Prince estratto dall'album Planet Earth.